# لشکر ۳۹ پیاده (ایالات متحده آمریکا)
لشکر ۳۹ پیاده ایالات متحده آمریکا (انگلیسی: 39th Infantry Division) لشکر پیاده‌نظام نیروی زمینی ایالات متحده آمریکا و تحت امر گارد ملی ارتش است، که در سال ۱۹۱۷ تأسیس شد و در سال ۱۹۶۷ منحل گردید.
لشکر ۳۹ پیاده یک تشکیلات پیاده‌نظام از گارد ملی ارتش بود که در ابتدا به عنوان لشکر ۱۸ پیاده در سال ۱۹۱۷ تشکیل شد. این لشکر شامل نیروهایی از آرکانزاس، لوئیزیانا و می‌سی‌سی‌پی بود. پس از آموزش در کمپ بیورگارد، لوئیزیانا، این لشکر به فرانسه اعزام شد اما قبل از پایان جنگ جهانی اول در نبردی شرکت نکرد. در ژوئیه ۱۹۲۳ این لشکر به عنوان لشکر ۳۱ پیاده‌نظام نامگذاری شد. لشکر ۳۹ پیاده‌نظام پس از جنگ جهانی دوم با نیروهایی از لوئیزیانا و آرکانزاس و ستاد آن در لوئیزیانا دوباره فعال شد. در سال ۱۹۶۷، لشکر ۳۹ پیاده‌نظام سازماندهی مجدد شد تا به تیپ ۳۹ پیاده‌نظام (جداگانه) تبدیل شود. ستاد آن در لیتل راک بود و این واحد کاملاً از نیروهای آرکانزاس تشکیل شده بود.